# Coltrane Plays the Blues
Coltrane Plays the Blues ist ein Jazzalbum des Musikers John Coltrane, das im Jahr 1962 bei Atlantic Records veröffentlicht wurde. Außer Coltrane spielen McCoy Tyner, Steve Davis und Elvin Jones mit.

## Das Album: Entstehungsgeschichte und Inhalt
Das Album wurde am Nachmittag und Abend des 24. Oktober 1960 eingespielt, drei Tage nachdem die Aufnahmen zum erfolgreichen Album My Favorite Things begannen; während der gleichen Aufnahmesitzung entstand auch das (später veröffentlichte) Album Coltrane’s Sound und der Jazzstandard Summertime für My Favorite Things. Produzent war Nesuhi Ertegün; Toningenieur in den Atlantic Studios war Tom Dowd.
Das Album enthält einige Blues-Kompositionen; Blues to Elvin „ist ein langsamer, erdiger Blues“. Nach Ansicht von Filtgen/Außerbauer merkt man Coltranes Solo „seine Lehrjahre bei King Kolax und Eddie Vinson an, seine Improvisation greift geschickt Klischees und Standardphrasen auf, um sie geschickt zu einem geschlossenen Ganzen zu machen.“
Der langsame Titel Blues to Bechet ist Sidney Bechet gewidmet; Coltrane spielt in diesem pianolosen Stück Sopran und damit „ein Tribut an den ersten großen Sopransaxophonisten im Jazz [...] Coltrane spielt es jedoch nicht mit dem voluminösen, virbrierenden Ton eines Sidney Bechet, sondern scharf und schneidend“.
Blues to You ist mehr Up-tempo gespielt als die vorigen Songs und bietet nach Ansicht der Coltrane-Biographen Gerd Filtgen und Michael Außerbauer „eine Vorahnung von Chasin’ the Trane“ von 1961. Coltrane spiele „hier schon jene seltsamen Linien, die ab 1961 zu seinem Markenzeichen werden sollten.“ Mr. Day ist ein Blues mit einem komplizierten harmonischen Schema und einer ostinaten Bassfigur; Mr. Syms ist in langsamerem Tempo gespielt, jedoch harmonisch komplizierter, als die normale Bluesform. Nachdem Coltrane das Thema, einen Chorus, Improvisation und dann wieder das Thema gespielt hat, hat McCoy Tyner am Piano ein weitgehend akkordisches Solo (…) mit Single-Note-Linien. Wie Mr. Day entfaltet sich Mr. Knight über eine ostinate Bassfigur.

## Titelliste
1. Blues to Elvin (Elvin Jones) 7:53
2. Blues to Bechet (John Coltrane) 5:46
3. Blues to You (John Coltrane) 6:29
4. Mr. Day (John Coltrane) 7:56
5. Mr. Syms (John Coltrane) 5:22
6. Mr. Knight (John Coltrane) 7:31

### CD-Edition
Im Jahr 2000 hat Rhino Records die Platte als Teil der Atlantic 50th Anniversary Jazz Gallery Serie auf CD rausgebracht. Der Klang wurde durch Remastering verändert. Als Bonus wurden mehrere alternative Takes aus der Aufnahmesitzung und eine nicht betitelte Komposition mitgegeben, gegen die sich zunächst entschieden worden war.
7. Untitled Original (Exotica) (John Coltrane) 5:22

8. Blues to Elvin (alternate take 1) (Elvin Jones) 11:00

9. Blues to Elvin (alternate take 3) (Elvin Jones) 5:59

10. Blues to You (alternate take 1) (John Coltrane) 5:35

11. Blues to You (alternate take 2) (John Coltrane) 5:36

## Rezensionen
Das Album stammt von einem der großen Jazzquartette. AllMusic hat dem Album viereinhalb (von fünf) Sternen gegeben.
When Coltrane plays the blues we reach at once the most mature and the most instinctive form of this meeting between traditional jazz and the compositional tendencies of the avant garde.
Nach Ansicht der Coltrane-Biografen Filtgen und Außerbauer „demonstrierte Coltrane neue Wege, die das traditionelle Schema des Blues erneuern und modernisieren.“